# Sinfonia n. 31 (Mozart)

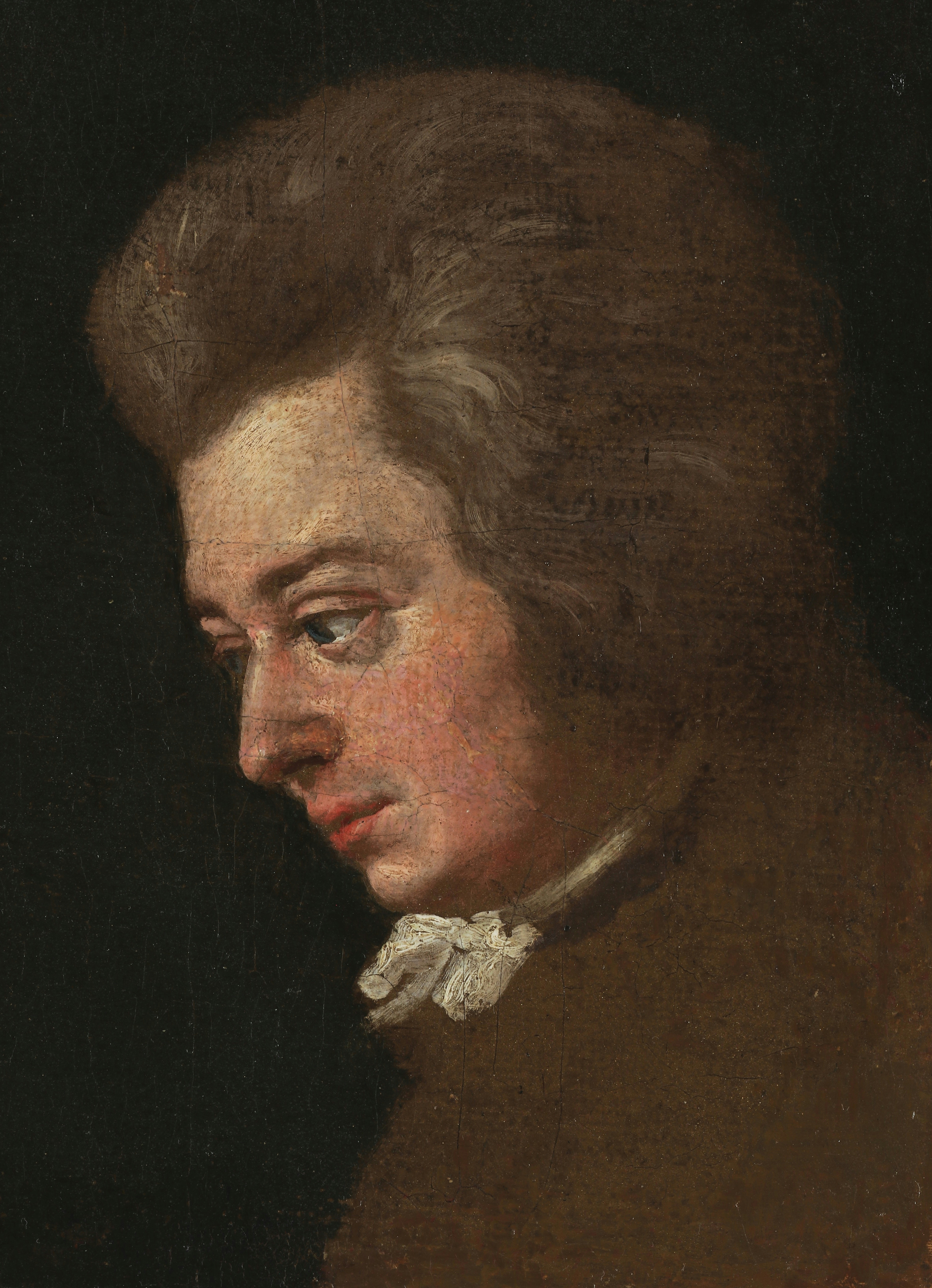
Wolfgang Amadeus Mozart ritratto nel 1783 dal cognato Joseph Lange.

La sinfonia n. 31 in Re maggiore K 297 (K6 300a) fu composta da Wolfgang Amadeus Mozart nel 1778. È anche conosciuta con il nome di sinfonia Parigi perché a Parigi fu eseguita per la prima volta il 12 giugno 1778, durante il terzo e ultimo soggiorno di Mozart nella capitale francese.

## Storia

### Contesto
La carriera di Mozart come sinfonista era iniziata a Londra durante la grande tournée europea della famiglia Mozart fra il giugno 1763 e il novembre 1766. Il padre, Leopold, aveva pianificato il viaggio per esibire il talento dei propri figli, Wolfgang e Maria Anna, presso le principali corti europee. In questo periodo Wolfgang venne a contatto con le principali tradizioni musicali europee (tedesca, britannica, francese e italiana) e realizzò le sue prime sinfonie, che si ponevano nel solco delle composizioni in tre movimenti all'italiana in stile galante di Carl Friedrich Abel e di Johann Christian Bach. Inoltre, ascoltò anche le sinfonie di altri compositori come Thomas Arne, William Boyce e Giuseppe Sammartini.
In seguito, Leopold e i suoi figli trascorsero diversi mesi nel 1768 a Vienna durante i quali Wolfgang adattò il proprio stile ai gusti del pubblico viennese, adottando fra le varie cose la struttura della sinfonia in quattro movimenti. Wolfgang e suo padre Leopold fecero tre viaggi in Italia fra il dicembre 1769 e il maggio 1773. In questo periodo Wolfgang alternò i suoi viaggi con soggiorni a Salisburgo, durante i quali compose l'opera Mitridate, re di Ponto, oltre a diverse sinfonie influenzate dal gusto italiano. Nel 1772 e nel 1773 Mozart compose ogni anno sette nuove sinfonie (dalla numero 15 alla numero 27), riducendo poi la sua attività in questo campo e nei due anni successivi componendo solo tre nuove sinfonie (numeri 28, 29 e 30).

### Composizione
Mozart arrivò a Parigi il 23 marzo 1778 insieme alla propria madre, Anna Maria Pertl, per cercare un'occupazione più soddisfacente di quella che aveva a Salisburgo, dove era impiegato come musicista di corte presso il principe-arcivescovo Hieronymus von Colloredo. Il mese successivo Joseph Legros, direttore di un'istituzione musicale parigina che organizzava concerti pubblici denominati Concerts Spirituels, gli commissionò un concerto per archi e fiati che permettesse agli strumentisti dell'orchestra di Mannheim, che allora soggiornavano nella capitale francese, di esibirsi durante i Concerts Spirituels.
Mozart compose il lavoro richiesto e lo consegnò a Legros, senza però tenere una copia per sé. Il concerto, però, per ragioni sconosciute non fu eseguito e Mozart non riebbe indietro il manoscritto, che andò smarrito. Alla fine del XIX secolo venne ritrovata una copia della partitura, che attualmente è catalogata come sinfonia concertante per oboe, clarinetto, corno, fagotto e orchestra K 297B. Per alcuni giorni Mozart rimase adirato con Legros per la sparizione del manoscritto ma, in seguito, i due si riconciliarono e, forse per farsi perdonare, lo stesso Legros commissionò a Mozart un nuovo lavoro, che questa volta il compositore realizzò cautelativamente in duplice copia. Si trattava di una grande sinfonia di gusto francese ricca di passaggi ideati per attirare l'attenzione del pubblico e per stupire (melodie facilmente orecchiabili, fanfare, passaggi virtuosistici), specialmente nel primo e nel terzo movimento. Secondo la moda francese, la sinfonia era priva del minuetto.
La composizione, oggi conosciuta come sinfonia n. 31, debuttò il 12 giugno 1778 e Legros la apprezzò molto, fecendo anche intravedere a Mozart la prospettiva futura di commissionargli un oratorio, che poi non ci fu, ma al tempo stesso gli chiese di modificare il secondo movimento, un Andantino in 6/8, lamentando che era troppo lungo, che conteneva troppe modulazioni e che non era piaciuto abbastanza. Mozart, anche se era di parere diverso, sostituì il secondo movimento con un Andante in 3/4 e la sinfonia fu replicata il 15 agosto 1778 con il secondo movimento sostituito.
Nel frattempo, il 3 luglio, era improvvisamente morta a Parigi la madre di Mozart, Anna Maria Pertl, e l'Andante in 3/4 potrebbe essere stato il primo brano composto da Mozart dopo questo avvenimento. A conferma di ciò il fatto che, nella melodia dell'Andante in 3/4, è presente una citazione dolorosa delle note dell'Incipit Lamentatio Jeremiae, un canto gregoriano tradizionale che, nella liturgia cattolica romana, veniva intonato come parte delle lamentazioni della Settimana Santa. Mozart, parlando dell'Andantino e dell'Andante, in una lettera a suo padre Leopold del 9 luglio 1778 scrisse che: «Entrambi sono ben fatti e hanno caratteristiche diverse. Tuttavia, io preferisco l'ultimo».
La sinfonia venne stampata per la prima volta a Parigi nel 1779 con l'Andante in 3/4 come movimento lento, ma nel 1800 fu pubblicata la versione con l'Andantino in 6/8 e l'Andante in 3/4 cadde nell'oblio, restando disponibile solo nelle trascrizioni per pianoforte. Attualmente, la maggior parte delle registrazioni contemporanee della sinfonia n. 31 contengono l'Andantino in 6/8.
Nonostante il grande successo della composizione, l'ambiente parigino mostrò una sostanziale indifferenza verso Mozart, non lasciandogli intravedere prospettive lavorative soddisfacenti. Il compositore stesso, in una lettera a suo padre Leopold, commentò che: «Suono e li sento esclamare Oh, è un prodigio, è inconcepibile, è sorprendente!, e poi addio!». La morte della madre e la notizia che il principe-arcivescovo Hieronymus von Colloredo sarebbe stato disposto a reintegrarlo con condizioni salariali migliori convinsero Mozart, il 26 settembre 1778, a lasciare la capitale francese per fare ritorno a Salisburgo.

### Prima esecuzione e pubblicazione
La sinfonia n. 31 venne eseguita per la prima volta il 12 giugno 1778 presso l'abitazione del conte Karl Heinrich Joseph von Sickingen, ambasciatore dell'Elettorato del Palatinato presso il Regno di Francia. La prima esecuzione pubblica, invece, avvenne il successivo 18 giugno nella Sala delle Macchine del Palazzo delle Tuileries e riscosse notevole successo, nonostante Mozart avesse lamentato alcune difficoltà durante le prove: «Alle prove ero molto preoccupato, non avendo mai sentito nulla di peggio in vita mia; non si può immaginare come abbiano stravolto e straziato la mia sinfonia per due volte consecutive».
La sinfonia venne poi replicata durante successive edizioni dei Concerts Spirituels il 18 marzo 1779, il 23 marzo, il 23 maggio e il 3 giugno, e il 14 maggio 1780. La composizione fu successivamente eseguita al Burgtheater di Vienna l'11 marzo 1783. La sinfonia, secondo un articolo del 26 giugno 1778 pubblicato sul Courier de l'Europe, fu molto apprezzata: «I Concerts Spirituels del giorno del Corpus Domini sono iniziati con una sinfonia del signor Mozart. Questo artista, che fin dalla più tenera età si è fatto un nome fra i più grandi clavicembalisti, oggi può essere considerato uno dei migliori compositori esistenti». La prima edizione a stampa fu messa in vendita il 20 febbraio 1779 dalla casa editrice Sieber di Parigi che, dal 1782 al 1788, nel proprio catalogo la presentò come «una sinfonia ormai facente parte del repertorio dei Concerts Spirituels».

## Strumentazione
La partitura è scritta per un'orchestra composta da:
- Archi: violino 1° e 2°, viola, violoncello e contrabbasso.
- Fiati: due flauti, due oboi, due clarinetti in La e due fagotti.
- Ottoni: due trombe in Re e due corni in Re.
- Percussioni: timpani in Re e in La.

L'organico strumentale è concepito per la più grande orchestra che Mozart avesse utilizzato fino ad allora in una sinfonia, in quanto nella capitale francese era a disposizione un numero di strumentisti decisamente superiore rispetto al ridotto organico orchestrale della corte arcivescovile di Salisburgo. Inoltre, è la prima volta che Mozart utilizza i clarinetti in una sinfonia.
Il numero di strumentisti non è indicato nella partitura, ma il musicologo Stanley Sadie sostiene che, alla prima esecuzione pubblica, fossero stati impiegati ventidue violini, cinque viole, otto violoncelli e cinque contrabbassi, e ricorda che Leopold Mozart osservò che, a giudicare dalle sinfonie che venivano stampate a Parigi, «ai francesi dovevano piacere le sinfonie rumorose».

## Struttura e analisi
La sinfonia n. 31 è strutturata in tre movimenti e, secondo il gusto francese, è priva del minuetto. L'esecuzione integrale dura circa 15/20 minuti.
1. Allegro assai, in Re maggiore, tempo 4/4.
2. Andantino, in Sol maggiore, tempo 6/8, oppure Andante, in Sol maggiore, tempo 3/4.
3. Allegro, in Re maggiore, tempo 2/2.

### Allegro assai
Il primo movimento, Allegro assai, è scritto in tonalità di Re maggiore, è in tempo 4/4 e segue la forma-sonata. Si apre con un passaggio popolare chiamato coup d'archet, particolarmente apprezzato in Francia, formato da
un'entrata all'unisono del "tutti" orchestrale ripetuta quattro volte, seguita da una scala tonica ascendente nota come razzo di Mannheim. Essendo un lavoro su commissione, Mozart dovette cedere a precise richieste del committente in termini di forma e di caratteristiche, e il movimento è infatti contraddistinto da passaggi briosi e spumeggianti, modellati per conquistare l'attenzione e il gradimento del pubblico francese. In una lettera del 3 luglio 1778 a suo padre Leopold, Mozart scrisse che: «[...] proprio a metà del primo allegro c'è un passaggio che sapevo bene che doveva piacere: tutti gli ascoltatori ne sono stati rapiti ed è scoppiato un grande applauso. Poiché nel comporlo ero ben conscio dell'effetto che avrebbe prodotto, l'ho nuovamente inserito alla fine... e così stessa accoglienza da capo». Con ogni probabilità Mozart si riferiva a un crescendo dalla battuta 238 in avanti, che poi viene ripetuto dalla battuta 257 in avanti. Di seguito, l'incipit del movimento:

### AndantinoeAndante
Come spiegato in precedenza, il movimento lento era originariamente costituito da un Andantino in 6/8, che venne eseguito il 12 e il 18 giugno 1778. A seguito della richiesta di Joseph Legros di avere un movimento lento più breve e più semplice, Mozart lo sostituì con un Andante in 3/4, di quaranta misure più corto, che venne eseguito durante una replica della sinfonia il 15 agosto 1778. Di seguito, gli incipit di entrambe le versioni:

### Allegro
Il terzo e ultimo movimento, Allegro, riprende la tonalità iniziale di Re maggiore e l'indicazione del tempo è C. Mozart, riferendosi a questo movimento, in una lettera del 3 luglio 1778 scrisse a suo padre Leopold: «Siccome avevo sentito che, qui, tutti gli allegri finali cominciano come gli allegri iniziali, con tutti gli strumenti insieme e generalmente all'unisono, allora io ho cominciato solamente con due violini, piano per otto battute, e subito dopo ho inserito un forte. In questo modo il pubblico, come previsto, al momento del piano ha fatto shh!, e poi è venuto immediatamente il forte. Sentire il forte ha sorpreso e ha scatenato un applauso. Così, dalla soddisfazione, subito dopo la sinfonia sono andato a Palazzo Reale a gustarmi un buon gelato». Di seguito, l'incipit del movimento: